# Buchautomat

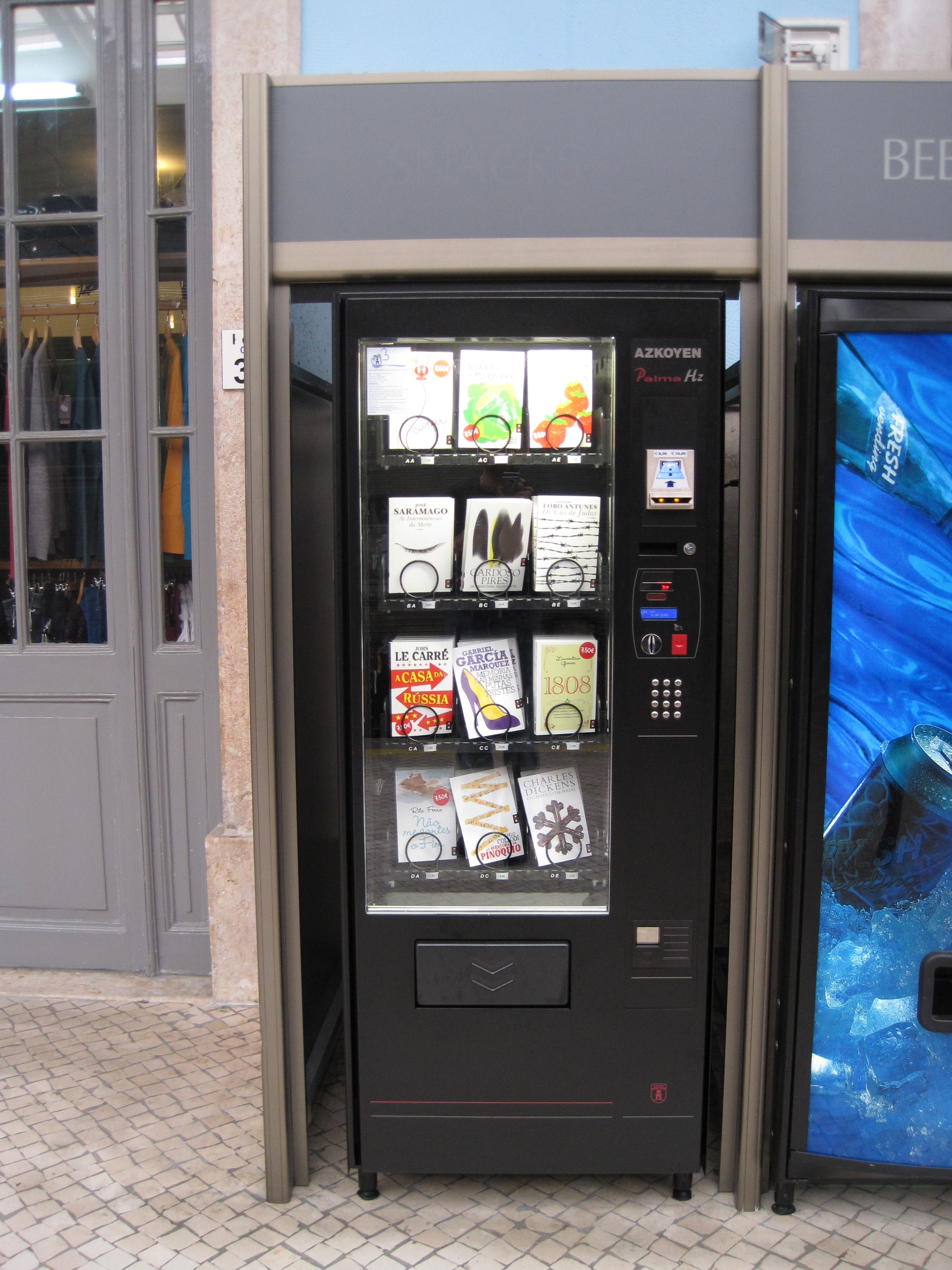
Buchautomat im Lissabonner Bahnhof Santa Apolónia

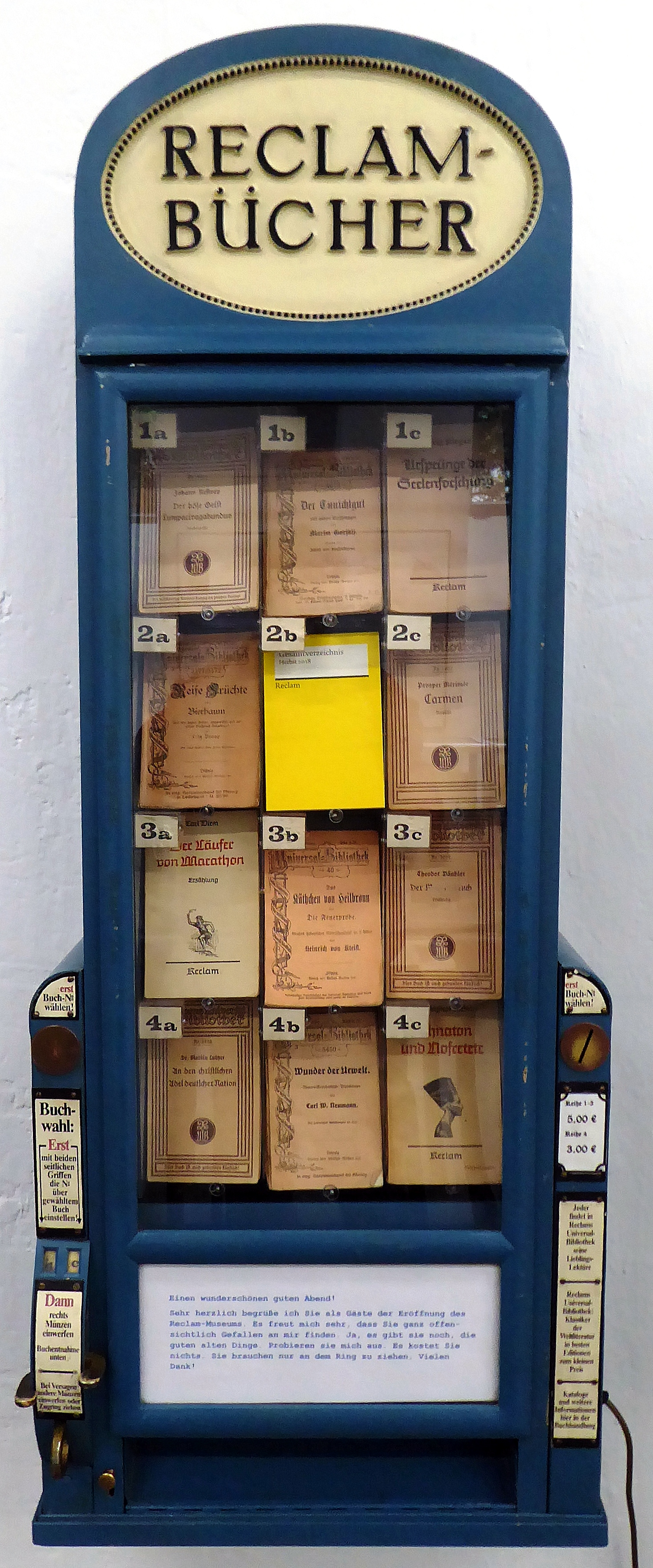
Nachbau eines Reclam-Bücherautomaten von 1912

Ein Buchautomat ist ein Verkaufsautomat für Bücher, Zeitschriften und andere Medien. Er wird für Inhalte genutzt, die der Kunde schnell oder anonym besorgen will, und an Orten, an denen rund um die Uhr Nachfrage herrscht. Die Automaten stehen daher oft an Bahnhöfen und bieten Reiseliteratur. Ähnlich eingesetzt werden Hörbuch- und DVD-Automaten.

## Geschichte
Bereits 1891 erwähnt Johannes Trojan in der Nationalzeitung (7. Juni 1891, Morgenausgabe, 1. Beiblatt, S. 2) einen Buchautomaten, mit welchem die „Zehnpfennig-Bibliothek“ vertrieben wurde. 1912 stellte der Reclam-Verlag erstmals Buchautomaten in Erfurt für den Verkauf auf. Es waren über 2000 von ihnen in Bahnhöfen, auf Schiffen, in Krankenhäusern und in Kasernen zu finden. Trotz gestiegener Verkaufszahlen endete das Experiment in den frühen 1930ern, da die Unterhaltungskosten zu hoch wurden. Ende der 1930er Jahre vertrieb der Penguin Verlag in England seine Penguin book-Taschenbücher in Woolworth-Kaufhäusern  über Penguincubator-Buchautomaten.
2003 kamen Mixer-Comics-Automaten auf. Diese Comics werden parallel zum Buchhandel über vier Automaten in Wien und Berlin vertrieben. Seit 2004 vertreibt der Verlag SuKuLTuR von Marc Degens, Torsten Franz und Frank Maleu seine Heftreihe Schöner Lesen über Süßwarenautomaten, beispielsweise in Berlin (11 Geräte im Jahr 2004). Auf diese Weise konnten bis Oktober 2015 allein in Berliner Süßwarenautomaten über 100.000 Hefte verkauft werden. Ein reiner Leseheftautomat wurde 2008 an der Produktionshalle der Stiftung kunst:raum sylt quelle auf Sylt aufgestellt. Im Alten Schauspielhaus Stuttgart werden Reclam-Ausgaben der aktuellen Stücke mit einem alten, wiederaufbereiteten Reclam-Automaten verkauft.
In der Bibliothek von Newcastle in England wurde 2009 ein Buchautomat mit einer Kapazität von 400 Büchern installiert.
Der 2010 gegründete Kleinverlag Hamburger Automatenverlag verkauft Bücher über fünf umgebaute Zigarettenautomaten.
In England, Frankreich, Spanien, Portugal und Japan sind auf Bahnhöfen und Flughäfen häufig Buchautomaten aufgestellt.